# Wiesław Warchoł
Wiesław Warchoł (ur. 4 maja 1948 w Pionkach) – polski artysta fotograf. Członek rzeczywisty i Artysta Fotoklubu Rzeczypospolitej Polskiej (AFRP). Członek Okręgu Świętokrzyskiego Związku Polskich Artystów Fotografików. Członek Radomskiego Towarzystwa Fotograficznego.

## Życiorys
Wiesław Warchoł po raz pierwszy zetknął się z fotografią w 1965 roku – uczestnicząc w kursie fotograficznym zorganizowanym przez Hufiec Harcerski w Pionkach. W latach 1967–1968 prowadził własne laboratorium fotograficzne w Kasynie Zakładów Proch w Pionkach. Od 1971 roku prowadził studio i laboratorium w Domu Kultury w Pionkach. W latach 1972–1977 był aktywnym członkiem grupy fotograficznej „Kontur”, działającej przy Wojewódzkim Domu Kultury w Radomiu. W 1975 roku został członkiem Radomskiego Towarzystwa Fotograficznego. W latach 1977–1991 był prezesem Klubu Fotografii Artystycznej „Zarys”, działającego w ramach pracowni fotograficznej utworzonej przy Zakładowym Domu Kultury „Walter” w Radomiu. W 1988 roku otrzymał tytuł czeladnika w rzemiośle fotografii (legitymacja nr 4641).  
Jest autorem i współautorem wielu wystaw fotograficznych; indywidualnych, zbiorowych, poplenerowych i pokonkursowych; krajowych i międzynarodowych. Jest laureatem wielu nagród, wyróżnień, dyplomów i listów gratulacyjnych. Większość swoich prac artystycznych wykonuje w technice „gumy arabskiej”.  
W 1995 roku Wiesław Warchoł został przyjęty w poczet członków Fotoklubu Rzeczypospolitej Polskiej Stowarzyszenia Twórców (legitymacja nr 063). Od 1998 roku jest członkiem Okręgu Świętokrzyskiego Związku Polskich Artystów Fotografików (legitymacja nr 758). Od 2008 roku jest członkiem ukraińskiej organizacji „Krywbas Fotoklub” w Krzywym Rogu.